# Jon Kleinberg

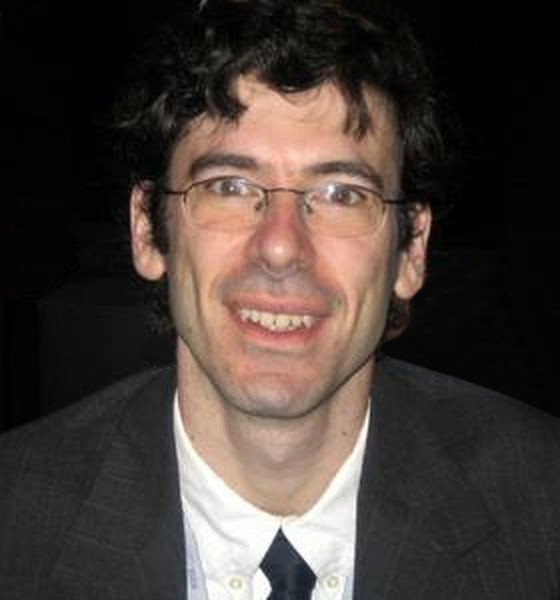
Jon Kleinberg auf dem ICM in Madrid 2006

Jon Michael Kleinberg (* Oktober 1971 in Boston) ist Professor für Informatik an der Cornell University in Ithaca.

## Ausbildung
Kleinberg erhielt 1993 seinen Bachelor-Abschluss in Mathematik und Informatik an der Cornell University, seinen Master-Abschluss in Informatik 1994 am Massachusetts Institute of Technology, an dem er 1996 bei Michal Goemans promoviert wurde (Approximation algorithms for disjoint path problems).

## Forschung
Seine Forschungsschwerpunkte sind Netzwerktheorie. Kleinberg ist unter anderem Autor des hypertext-induced topic selection-Algorithmus (HITS), der mittels Berechnung von Hubs und Authorities für das Ranking von Webseiten im Internet verwendet werden kann. Er entwickelte den Algorithmus am Almaden Research Laboratory von IBM und veröffentlichte ihn 1999. Sein Algorithmus ist eine Alternative zu PageRank der Google-Gründer Larry Page und Sergey Brin, die diesen etwa gleichzeitig 1998 entwickelten (in ihrer Originalarbeit zitieren sie Kleinberg).
2006 war Kleinberg Invited Speaker auf dem Internationalen Mathematikerkongress in Madrid (Complex networks and decentralized search algorithms). Er ist Mitglied des Computer and Information Science and Engineering (CISE) Advisory Committee der National Science Foundation und des Computer Science and Telecommunications Board (CSTB) des National Research Council.

## Preise und Ehrungen
- 2001: NAS Award for Initiatives in Research
- 2006: Nevanlinna-Preis für Fortschritte in der Informatik[4]. 2005 war er MacArthur Fellow
- 2007: Aufnahme in die American Academy of Arts and Sciences
- 2008: Aufnahme in die National Academy of Engineering
- 2008 ACM Infosys Award
- 2011: Frederick-W.-Lanchester-Preis[5]; Aufnahme in National Academy of Sciences
- 2013: Harvey-Preis
- 2024: Aufnahme in die American Philosophical Society

Kleinberg erhielt außerdem einen NSF Career Award, einen ONR Young Investigator Award, eine Packard Foundation Fellowship und er war Sloan Research Fellow.

## Schriften
- mit D. Easley: Networks, Crowds, and Markets: Reasoning About a Highly Connected World, Cambridge University Press, 2010
- mit Éva Tardos: Algorithm Design, Addison-Wesley, 2005
- Navigation in a small world, Nature, Band 406, 2000, S. 845
- Authoritative sources in a hyperlinked environment, Journal of the American Chemical Society, Band 46, 1999, S. 604–632